# Beybienkoa yeppoonensis
Beybienkoa yeppoonensis är en kackerlacksart som beskrevs av Roth, L. M. 1991. Beybienkoa yeppoonensis ingår i släktet Beybienkoa och familjen småkackerlackor. Inga underarter finns listade.